# Yvonne Bürgin
Yvonne Bürgin (27 agosto 1970) è una politica svizzera dell'Alleanza del Centro (AdC) e precedentemente del Partito Popolare Democratico (PPD). Dal 2023 è membro del Consiglio nazionale per il Canton Zurigo.

## Biografia
Da agosto 2013 è membro del Gran Consiglio del Canton Zurigo, e da marzo 2022 è sindaca di Rüti. Presentatasi alle elezioni federali del 2023, venne eletta Consigliera nazionale per il Canton Zurigo con 35 169 voti, trentaquattresima tra i candidati eletti più votati del cantone.